# Xzibit
Alvin Nathaniel Joiner (Detroit, Míchigan; 18 de septiembre de 1974), más conocido por su nombre artístico Xzibit (pronunciado "exhibit", exhibición en inglés), es un rapero, actor y presentador de televisión estadounidense. Se le conoce por ser el presentador del programa de MTV Pimp My Ride, con el que alcanzó fama mundial. Antes de presentar dicho programa se dio a conocer como rapero del subgénero del Rap llamado Gangsta Rap, con su álbum de debut At the Speed of Life,  al que siguieron otros como Restless, Man vs. Machine y Weapons of Mass Destruction, trabajando con artistas de renombre tales como Eminem, Cypress Hill, Snoop Dogg, Ice Cube, Dr. Dre, Timbaland, Alice Cooper, The Game y 50 Cent. Además, es uno de los pocos artistas estadounidenses de hip-hop que hace colaboraciones con grupos extranjeros tales como Raptile de Alemania, Bliss N Eso de Australia, Adil Omar de Pakistán y Within Temptation de Holanda. Después de su sexto álbum de estudio de Full Circle, su carrera como rapero entró en un compás de espera.
También se ha forjado una carrera como actor apareciendo en películas tales como 8 Millas, xXx2: Estado de emergencia, Sin control, La vida en juego,''Teniente corrupto y The X-Files: I Want to Believe (2008), Bad Lieutenant: Port of Call New Orleans (2009), and Sun Dogs (2017).

## Biografía
Nacido como Alvin Nathaniel Joiner IV el 18 de septiembre de 1974 en Detroit, Xzibit creció siendo hijo de una madre soltera. Su padre abandonó a la familia pronto para seguir su carrera como predicador. Su madre tuvo que cuidar sola de Xzibit y sus cuatro hermanos (una hermana mayor y hermano, así como un hermano pequeño y una hermana menor). Después de la muerte de su madre, Xzibit tuvo que irse a vivir con su padre, el cual se volvió a casar y se trasladó de Detroit a Albuquerque, Nuevo México. Allí vivió desde los 10 a los 17 años.[cita requerida]
Xzibit tuvo numerosos encontronazos con la ley y, finalmente, terminó mudándose a Compton para vivir con su hermana. Allí fue miembro de la pandilla Crips  y comenzó a vender drogas lo que le llevó a pasar 4 meses en la cárcel, apenas salió se mudó a Brooklyn  con un amigo de la cárcel  y siguió vendiendo drogas además de empezar a asaltar negocios y robar radios de autos,  tras ser detenido por la policía dejó de vender drogas y comenzó a escribir canciones. Fue entonces cuando empezó a rapear y a forjarse su carrera en el mundo de la música. Más tarde se reconcilió con su padre, al que se puede escuchar en su segundo álbum de estudio.

## Trayectoria

### 1994-1999: Inicios de su carrera
Xzibit comenzó a hacer rimas a la edad de 8 años cuando todavía vivía en Detroit, bajo el seudónimo de "Exhibit A".  Su primera aparición en un registro profesional fue en febrero de 1995 en la Costa del Alkaholiks 'II Costa, en la canción "Hit and Run" y también apareció en la vida del rey IV Life poco después, en la canción "Ghetto Free Style". Después de viajar con Likwit el mismo año, firmó con Xzibit Loud Records  y lanzó su aclamado álbum de debut, At the Speed of Life en octubre de 1996, que alcanzó el puesto número 74 en el Billboard Hot 200 y llegó a 38 en los álbumes de Canadá Gráfico. El álbum produjo su primer sencillo "Paparazzi", que alcanzó el puesto # 86 en el Billboard Hot 100 y fue un gran éxito en Alemania, donde alcanzó el puesto número 11.
Después de pasar los siguientes dos años construyendo su reputación como un artista de la Costa Oeste de metro y de gira con el equipo de Likwit, lanzó su segundo álbum, 40 Dayz & 40 Night el 25 de agosto de 1998, que alcanzó en los EE. UU el puesto 58 y 50 en Canadá. Al igual que su predecesor, fue bien recibido por la crítica y es ampliamente considerado como un clásico de la Costa Oeste en el disco de hip hop. Esto dio lugar a cuatro sencillos, siendo la más exitosa "What U See Is What U Get" alcanzó el puesto 50 en los Estados Unidos. Con su crecimiento en la zona oeste llamó la atención del rapero y productor Dr. Dre, quien le aseguró como artista invitado para cantar en la banda Snoop Dogg en la canción "Bitch Please" de su álbum No Limit Top Dogg,y aparecer en el álbum el cual logró ser certificado 6x platino por la RIAA,2001  en las canciones "Lolo", "Some L.A. Niggaz", y "What's the Difference" con Eminem.

### 2000-2003: El gran avance,Restlessy "Man vs. Machine"
Xzibit comenzó el año con el lanzamiento de un álbum de la compilación Likwit Busta, que contó con la mayoría de material inédito de sus primeras grabaciones y un espacio especial en la aclamada Bitch Please II, al lado de Eminem, Snoop Dogg, Dr. Dre y Nate Dogg. Su gran éxito llegó con su álbum de estudio en tercer lugar, con Dr. Dre como productor ejecutivo y las colaboraciones de Snoop Dogg, Nate Dogg, Eminem, Dr. Dre y los Alkaholiks, entre otros, que vendió casi 2 millones de copias y fue certificado como platino. Se generó tres sencillos, los más exitosos es "X", que alcanzó el puesto número 76 en los EE. UU, 14 en el Reino Unido y 4 en Alemania. El álbum llegó al número 12 en Estados Unidos. Dr. Dre invitó a Xzibit para interpretar en su "Up in Smoke Tour" a mediados de 2000, que contó con Snoop Dogg, Eminem y Ice Cube, entre muchos otros. El mismo año, también protagonizó la película policial Tha Eastsidaz por el grupo del mismo nombre y fue un personaje jugable en el juego de fútbol Madden NFL 2001. Continuó como otras estrellas en las películas que involucran otros artistas de rap como The Wash, coprotagonizada por Dr. Dre y Snoop Dogg, en 2001, y la demostración de Slim Shady y 8 Mile, coprotagonizada por Eminem, en 2001 y 2002, respectivamente.
Lanzó dos películas de conciertos en 2001, Xzibit: Restless Xposed centrados en la grabación de su tercer álbum de estudio y varias actuaciones en directo y también fue visto en Tha Alkaholiks: X.O. The Movie Experience por el grupo de rap del mismo nombre. También lanzó un álbum recopilatorio de canciones que lo presentó,You Better Believe It.En 2002, como actor invitado en la serie de comedia de Cedric the Entertainer Presents como Mack Daddy en el episodio del mismo nombre y lanzó su cuarto álbum de estudio del hombre contra la máquina, con apariciones especiales en su mayoría similares, como su predecesor, lo que generó tres sencillos, todos los cuales no gráfico en el Hot 100, aunque "Multiplicathy" logró llegar al número 39 en el Reino Unido y 33 en Alemania. El álbum logró ser certificado oro por la RIAA.  a pesar de que Xzibit no estaba contento con lo de elaborar y de promoción de su más reciente producto, poner fin a la cooperación con Dr. Dre. El álbum es su mejor álbum de trazado hasta la fecha, alcanzando el número 3 en los EE. UU. y en Canadá 8. Actuó en 8 Mile y The Country Bears del mismo año. Él continuó colaborando con sus colegas más cercanos de la Costa Oeste, principalmente Ras Kass y Saafir con quien formó el Golden State Proyect de rap colectiva, y Tha Alkaholiks, junto con grandes nombres como Snoop Dogg y Eminem, a quien vayan acompañados de su All Acceso gira por Europa en 2003.
En 2002, como estrella invitada en la serie de comedia de Cedric the Entertainer interpretando a Mack Daddy en el episodio del mismo nombre y lanzó su cuarto álbum de estudio Man vs. Machine, con visiones especiales en su mayoría similares, como su predecesor, que generó tres sencillos, todos fallaron en los gráfico del Hot 100, aunque "Multiply" alcanzó el número 39 en el Reino Unido y 33 en Alemania. El álbum fue disco de oro, aunque Xzibit no estaba contento con la elaboración y promoción de su más reciente producto, puso fin a la cooperación con Dr. Dre. Este álbum es el más exitoso hasta la fecha, alcanzando el número 3 en los EE. UU. y 8 en Canadá. Actuó en 8 Mile y The Country Bears el mismo año. Él continuó colaborando con sus colegas más cercanos de la Costa Oeste, principalmente Ras Kass y Saafir, con quien formó el rap colectiva Proyect Golden State,  y Tha Alkaholiks, junto con grandes nombres como Snoop Dogg y Eminem, a quien acompañó en su All Access Europe en 2003.

### 2003-2006: Pimp My Ride, Weapons of Mass Destruction yFull Circle
El popular show de MTV Pimp My Ride impulso su popularidad aún más, ya que le presentó a una audiencia  mayor en 2004. En el show hizo el papel del anfitrión, que trae un coche destrozado de un individuo a West Coast Customs, donde se somete a un rejuvenecimiento. Continuó el anfitrión del show hasta su cancelación en 2007, esos años fueron los más exitosos de su carrera.
Musicalmente, se inició el año con el lanzamiento de su segundo álbum de la compilación de Appetite for Destruction con 50 Cent en una canción, el cual fue lanzado en diciembre de 2004, entrando en las listas a los 43 en los EE. UU. Para este álbum, se reunió con Columbia Records, después de haber separaron con el productor y mentor Dr. Dre. El álbum logró ser  disco de oro, pero una vez más Xzibit no estaba contento con la promoción y el respaldo de su sello discográfico, alegando que estaban tratando de promover como Jessica Simpson, dejando a la etiqueta en la ira y va independiente. Su sencillo "Hey Now (Mean Muggin)", con Keri Hilson marcó su éxito en las listas por última vez el Billboard Hot 100, llegando al número 93, mientras que el segundo sencillo "Muthafucka" no pudo posicionarsr. Aparte de su música y Pimp My Ride, protagonizó el clip de película completa, junto a Busta Rhymes, estrella invitada en CSI: Miami en el episodio de "The Rap Sheet", dio a conocer un documental de concierto con su nuevo grupo, homónimo Strong Arm Steady y 2004 fue sede de los MTV Europe Music Awards en Roma. En 2005, colaboró con el choque la leyenda del rock Alice Cooper en una pista titulada "Stand", del álbum Dirty Diamonds. Esto representó por primera vez de Cooper incursión en la música rap. Este año se cumple el más ocupado, también está siendo ofrecido en tres juegos de video, The Chronicles of Riddick: Escape from Butcher Bay, donde prestaba su voz y likelyness Abbott a la guarda y Def Jam: Fight for NY y NFL Street 2.
El año siguiente, se centra principalmente en la actuación, consiguiendo papeles en las películas taquilleras de Hollywood Derailed como Dexter, XXX: State of the Union como Zeke y Hoodwinked, donde expresó su jefe Ted Grizzly. En 2006, actuó en el drama de La vida en juego como Malcolm Moore e hizo dos invitados de apariciones en la serie animada The Boondocks. El año también vio el lanzamiento de su sexto álbum, Full Circul publicado de forma independiente en Koch Records. El álbum llegó al puesto 50, pero fue un fracaso comercial, vendiendo 120.000 copias simples en los EE. UU. Ninguno de los tres sencillos fueron capaces de trazar, aunque "Concentrate" subió al número 68 en Alemania. El álbum contó con Kurupt, T-Pain y The Game, a quien ayudó en su álbum Doctor's Advocate, donde apareció en "California Vacation". También trabajó en dos videojuegos de ese año, Def Jam Fight for NY: The Takeover y Pimp My Ride. El año 2007 vio anfitrión de la última temporada de Pimp My Ride, a pesar de que compitió en el Rally Gumball 3000 2007, donde perdió su licencia de conducir, debido a una violación del límite de velocidad.

### 2006-2012: pausa musical, actuación y  séptimo álbum de estudio
Después de la cancelación de Pimp My Ride en 2007, 2008 fue el primer año de Xzibit en no lanzar un álbum en su ciclo anterior de dos años. A pesar de protagonizar dos películas de The X-Files: I Want to Believe que Mosley Drummy y Violeta de América como Darrell Hughes, ese año marcó una baja financiera significativo para él, ganando solo $70.000 tras las ganancias de casi 500.000 dólares un año antes. También fue presentado en The Alkaholiks Tha Alkaholiks: Live from Rehab película concierto de ese año. En 2009 interpretó a un líder de mafia grande en The Bad Lieutenant: Port of Call New Orleans y repitió su papel de Abbott en la versión de 2004 de The Chronicles of Riddick: Escape from Butcher Bay, The Chronicles of Riddick: Assault on Dark Athena, mientras que Sony lanzó su primer álbum de grandes éxitos, titulado The Greatest Hits. A pesar de ello sus problemas financieros se incrementaron aún más, ya que tuvo que declararse en quiebra en julio de 2009 y enero de 2010, aunque ambos intentos fueron denegados y embargaron sus casas y pertenencias.
En 2010 fue invitado en la serie de Detroit 1-8-7, en el episodio "Royal Bubbles / Needle Drop". También tuvo el papel de la Jabberwock en Malice n Wonderland, un cortometraje basado en la novela de Alice in Wonderland, incluido en la reedición del álbum del mismo nombre de Snoop Dogg, titulado More Malice. Después de haber aparecido como estrella invitada en tres ocasiones en la temporada anterior, fue introducido en el elenco permanente de Extreme Makeover: Home Edition, donde forma parte del equipo de diseño. Después de un paréntesis de cuatro años, tenía previsto lanzar su séptimo álbum de estudio de MMX en 2010, pero debido a problemas de la etiqueta del disco no fue lanzado a finales de año. En marzo de 2011, se unió a Extreme Music, para lanzar una nueva compilación de material titulado Urban Ammo 2. Xzibit produjo, escribió e interpretó las 40 canciones del álbum de la compilación, creado principalmente para los usuarios profesionales de música y los supervisores de música en la necesidad de material para sus producciones de películas/televisión. Xzibit alistó al veterano director Matt Alonso para filmar los vídeos de los dos sencillos, que se titula “Man on the Moon” y “What It Is”, ambos con Young De. En abril de 2011 se asoció con Fredwreck y Adil Omar para una canción sobre The Mushroom Cloud Effect. También apareció en la película para televisión Weekends at Bellevue y fue lanzado el 24 de mayo de 2011.

### 2012- presente:NapalmyEmpire
El 29 de mayo de 2011, Xzibit anunció a través de Twitter que el nuevo álbum iba a ser cambiado de nombre, cita de su Twitter: "MMX (2010) fue la tendencia. título del nuevo álbum. Por supuesto que no funcionará ahora, así que decidí que el proyecto se ha ganado el título: RESTLESS2". El 19 de octubre de 2011, se anunció que el título del álbum se ha cambiado a Napalm.
El 8 de noviembre de 2013, la banda de metal sinfónica holandesa Within Temptation reveló el título, la obra de arte y la lista de canciones de su próximo sexto álbum de estudio, Hydra. Xzibit se presenta como vocalista invitado en la tercera canción "And We Run".
Durante su gira por el Reino Unido, Xzibit habló con Hip-Hop Kings  sobre su próximo trabajo. Además, Xzibit le dijo a la multitud en Mánchester que regresaría el próximo año para el Compton Tour. Xzibit confirmó que Dr. Dre y Kendrick Lamar eran artistas confirmados que estarían en el Compton Tour.
El 25 de febrero de 2016, se anunció que participaría en la serie de televisión Empire, interpretando al personaje de Shyne.

## Colaboraciones
- King Tee Positively Negative (At The Speed Of Life, 1996)
- Hurricane G Just Maintain (At The Speed Of Life, 1996)
- Catashtraphe Bird's Eye View (At The Speed, 1996)
- J-Ro Bird's Eye View (At The Speed Of Life, 1996)
- Ras Kass Plastic Sugery (At The Speed Of Life, 1996)
- Tha MexakinzThe wake up show (Tha Mexakinz 1996)
- Saafir Plastic Sugery (At The Speed Of Life, 1996)
- Ras Kass 3 Card Molly (40 Dayz & 40 Nightz, 1999)
- Saafir 3 Card Molly (40 Dayz & 40 Nightz, 1999)
- Defari Herut Handle Your Business (40 Dayz & 40 Nightz, 1999)
- Jayo Felony Pussy Pop (40 Dayz & 40 Nightz, 1999)
- Method Man Pussy Pop (40 Dayz & 40 Nightz, 1999)
- Tha Alkaholiks Let It Rain (40 Dayz & 40 Nightz, 1999)
- King T Let It Rain (40 Dayz & 40 Nightz, 1999)
- Montageone Recycled Assassins (40 Dayz & 40 Nightz, 1999)
- Snoop Dogg Bitch Please (No Limit Top Dogg, 1999)
- Dr. Dre Lolo - Intro (2001, 1999)
- Dr. Dre What's The Difference (2001, 1999)
- Eminem What's The Difference (2001, 1999)
- Dr. Dre Some L.A. Niggaz (2001, 1999)
- MC Ren Some L.A. Niggaz (2001, 1999)
- Knoc-Turn'Al Some L.A. Niggaz (2001, 1999)
- Kurupt Some L.A. Niggaz (2001, 1999)
- Hittman Some L.A. Niggaz (2001, 1999)
- Ms. Roq Some L.A. Niggaz (2001, 1999)
- De La Soul My Writes (Art Official Intelligent: Mosaic Thump, 2000)
- Tash My Writes (Art Official Intelligent: Mosaic Thump, 2000)
- J-Ro My Writes (Art Official Intelligent: Mosaic Thump, 2000)
- Limp Bizkit Getcha Groove On (Chocolate Starfish And The Hot Dog Flavored Water, 2000)
- Eminem Bitch Please II (The Marshall Mathers LP, 2000)
- Dr. Dre Bitch Please II (The Marshall Mathers LP, 2000)
- Nate Dogg Bitch Please II (The Marshall Mathers LP, 2000)
- Snoop Dogg Bitch Please II (The Marshall Mathers LP, 2000)
- Nate Dogg Been A Long Time (Restless, 2000)
- Dr. Dre U Know (Restless, 2000)
- Erick Sermon Alkaholik (Restless, 2000)
- J Ro Alkaholik (Restless, 2000)
- Tash Alkaholik (Restless, 2000)
- KRS-One Kenny Parker Show 2001 (Restless, 2000)
- Snoop Dogg D.N.A (Drugs n Alcohol) (Restless, 2000)
- Eminem Don't Approach Me (Restless, 2000)
- Defari Rimz & Trenz (Restless, 2000)
- Goldie Loc Rimz & Trenz (Restless, 2000)
- Kokane Rimz & Trenz (Restless, 2000)
- Suga Free Sorry I'm Away So Much (Restless, 2000)
- Defari Loud & Clear (Restless, 2000)
- King Tee Loud & Clear (Restless, 2000)
- Butch Cassidy Loud & Clear (Restless, 2000)
- Reflection Eternal Down For The Count (Train Of Throght, 2000)
- Rah Digga Down For The Count (Train Of Thought, 2000)
- The Eastsidaz The Big Bang Theory (Snoop Dogg Presents: Tha Eastsidaz, 2000)
- Kurupt The Big Bang Theory (Snoop Dogg Presents: Tha Eastsidaz, 2000)
- C-PO The Big Bang Theory (Snoop Dogg Presents: Tha Eastsidaz, 2000)
- Pinky The Big Bang Theory (Snoop Dogg Presents: Tha Eastsidaz, 2000)
- Nate Dogg Keep It G.A.N.G.S.T.A. (Music And Me, 2001)
- Lil Mo' Keep It G.A.N.G.S.T.A. (Music And Me, 2001)
- Fat Joe The Wild Life (Jealous Ones Still Envy J.O.S.E, 2001)
- Prospect The Wild Life (Jealous Ones Still Envy J.O.S.E, 2001)
- Dr. Dre Simphony In X Major (Man Vs Machine, 2002)
- Nate Dogg Multiply (Man Vs Machine, 2002)
- The Golden State Project Harder (Man Vs Machine, 2002)
- Snoop Dogg Losin' Your Mind (Man Vs Machine, 2002)
- M.O.P. BK To LA (Man Vs Machine, 2002)
- Eminem My Name (Man Vs Machine, 2002)
- Nate Dogg My Name (Man Vs Machine, 2002)
- Anthony Hamilton The Gambler (Man Vs Machine, 2002)
- Eddie Griffin Bitch Ass Niggaz (Interlude) (Man Vs Machine, 2002)
- X-Ecutioners The X (Y'all Know The Name) (Built From Scratch, 2002)
- Pharoahe Monch The X (Y'all Know The Name) (Built From Scratch, 2002)
- Inspectah Deck The X (Y'all Know The Name) (Built From Scratch, 2002)
- Skillz The X (Y'all Know The Name) (Built From Scratch, 2002)
- Jelly Roll Saturday Night Live (Weapons Of Mass Destruction, 2004)
- Strong Arm Steady Beware Of Us (Weapons Of Mass Destruction, 2004)
- Busta Rhymes Tough Guy (Weapons Of Mass Destruction, 2004)
- Young De What It Is (2011)
- Kurupt Loose Cannons (Tha Streets Is A Mutha, 2012)
- Daz Dillinger Loose Cannons (Tha Streetz Is A Mutha, 2012)
- Kurupt The Hardest Mutha Fukas (Space Boogie: Smoke Oddessey, 2012)
- Fredwreck Nassar The Hardest Mutha Fukas (Space Boogie: Smoke Oddessey, 2012)
- Sean Cruse The Hardest Mutha Fukas (Space Boogie: Smoke Oddessey, 2012)
- Jason Schweitzer The Hardest Mutha Fukas (Space Boogie: Smoke Oddessey, 2012)
- MC Ren The Hardest Mutha Fukas (Space Boogie: Smoke Oddessey, 2012)
- Nate Dogg The Hardest Mutha Fukas (Space Boogie: Smoke Oddessey, 2012)
- Tony Touch V.I.P. (The Piece Maker 3: Return Of The 50 Mcs, 2013)
- Too $hort V.I.P. (The Piece Maker 3: Return Of The 50 Mcs, 2013)
- Kurupt V.I.P. (The Piece Maker 3: Return Of The 50 Mcs, 2013)
- Within Temptation And We Run (2015)
- B-Real (W)e (A)re (R)eady (Serial Killers: Day Of The Death, 2015)
- Demrick (W)e (A)re (R)eady (Serial Killers: Day Of The Death, 2015)
- B-Real Get Away With It (Serial Killers: Day Of The Death, 2015)
- Demrick Get Away With It (Serial Killers: Day Of The Death, 2015)
- B-Real Day Of The Death (Serial Killers: Day Of The Death, 2015)
- Demrick Day Of The Death (Serial Killers: Day Of The Death, 2015)
- B-Real Ask About Me (Serial Killers: Day Of The Death, 2015)
- Demrick Ask About Me (Serial Killers: Day Of The Death, 2015)
- B-Real Jalisco Medicine (Serial Killers: Day Of The Death, 2015)
- Demrick Jalisco Medicine (Serial Killers: Day Of The Death, 2015)
- C-Kan Jalisco Medicine (Serial Killers: Day Of The Death, 2015)
- B-Real Fruit Punch (Serial Killers: Day Of The Death, 2015)
- Demrick Fruit Punch (Serial Killers: Day Of The Death, 2015)
- Brevi Fruit Punch (Serial Killers: Day Of The Death, 2015)
- James Savage Fruit Punch (Serial Killers: Day Of The Death, 2015)
- B-Real Things Fall Apart (Serial Killers: Day Of The Death, 2015)
- Demrick Things Fall Apart (Serial Killers: Day Of The Death, 2015)
- Dr. Dre Loose Cannons (Compton, 2015)
- Cold 187um Loose Cannons (Compton, 2015)
- Sly Pyper Loose Cannons (Compton, 2015)
- Problem Elevator (2019)
- Locksmith With God (2020)
- Ras Kass With God (2020)
- Brevi With God (2020)
- B-Real Before The Streets Lock Down (Serial Killers Presents: Summer Of Sam, 2020)
- Demrick Before The Streets Lock Down (Serial Killers Presents: Summer Of Sam, 2020)
- B-Real Normal (Serial Killers Presents: Summer Of Sam, 2020)
- Demrick Normal (Serial Killers Presents: Summer Of Sam, 2020)
- B-Real Quarantine (Serial Killers Presents: Summer Of Sam, 2020)
- Demrick Quarantine (Serial Killers Presents: Summer Of Sam, 2020)
- Kharmony Fortune Quarantine (Serial Killers Presents: Summer Of Sam, 2020)
- B-Real White Power (Serial Killers Presents: Summer Of Sam, 2020)
- Demrick White Power (Serial Killers Presents: Summer Of Sam, 2020)
- B-Real Summer Of Sam (Serial Killers Presents: Summer Of Sam, 2020)
- Demrick Summer Of Sam (Serial Killers Presents: Summer Of Sam, 2020)
- B-Real Triggered (Serial Killers Presents: Summer Of Sam, 2020)
- Snoop Dogg Triggered (Serial Killers Presents: Summer Of Sam, 2020)
- Demrick Triggered (Serial Killers Presents: Summer Of Sam, 2020)
- B-Real Powder Keg (Serial Killers Presents: Summer Of Sam, 2020)
- Demrick Powder Keg (Serial Killers Presents: Summer Of Sam, 2020)
- B-Real Loaded (Serial Killers Presents: Summer Of Sam, 2020)
- Demrick Loaded (Serial Killers Presents: Summer Of Sam, 2020)
- B-Real Man Down (Serial Killers Presents: Summer Of Sam, 2020)
- Demrick Man Down (Serial Killers Presents: Summer Of Sam, 2020)
- Busta Rhymes Man Down (Serial Killers Presents: Summer Of Sam, 2020)
- Jahsee Man Down (Serial Killers Present: Summer Of Sam, 2020)
- B-Real War In The Streets (Serial Killers Presents: Summer Of Sam, 2020)
- Demrick War In The Streets (Serial Killers Presents: Summer Of Sam, 2020)
- B-Real I Feel Great (Serial Killers Presents: Summer Of Sam, 2020)
- Demrick I Feel Great (Serial Killers Presents: Summer Of Sam, 2020)
- DJ Quik I Feel Great (Serial Killers Presents: Summer Of Sam, 2020)
- B-Real Catch A Body (Serial Killers Presents: Summer Of Sam, 2020)
- Demrick Catch A Body (Serial Killers Presents: Summer Of Sam, 2020)
- B-Real Los Meros (Los Meros, 2020)
- Berner Los Meros (Los Meros, 2020)
- Outlawz One Nation (2021)
- Tre Capital Bridge (2022)
- Nottz Bridge (2022)
- Logan Uncharted The Most High (2023)
- Lenwa Dura Forever (éter - NOS) (El Hombre Tras La Rima, 2024)

## Controversias

### Rove
En junio de 2007, Xzibit se marchó los estudios de Rove Live en Australia antes de una aparición programada. Los medios de comunicación informaron que se debió a que Xzibit no recibió una facturación independiente en el programa, a pesar de que ni siquiera había sido reservado con anticipación. Sin embargo según Xzibit abandonó el set por resultarle ofensivos los comentarios hechos por un miembro del personal de Rove, quien después de informar a Xzibit que su actuación sería más corta de lo que le hubiera gustado al rapero, supuestamente dijo: "Sabes, ya hemos hecho mucho simplemente teniéndote en el programa". Xzibit tomó esto como un comentario racista, aunque el miembro del personal afirmó que simplemente se refería a que había sido una reserva tardía.

### Gumball 3000
En la carrera Gumball 3000 de 2007, en la que Xzibit conducía un Jaguar XJ220 negro, la policía holandesa le confiscó el carnet de conducir por ir a 160 km/h en una zona de 100 km/h. Su copiloto, el productor Fredwreck Nassar, se puso al volante y se les permitió continuar.
Posteriormente, en una entrevista con la estrella de la radio holandesa Reinout "Q-Bah" van Gendt, Xzibit dijo que había confundido los kilómetros con las millas, dado que 100 millas por hora es igual a 160 kilómetros por hora. Nunca recuperó su permiso de la policía holandesa y tuvo que obtener una nueva en EEUU. Pese al incidente volvió a participar en la carrera en 2013 y 2014.

### Evasión de impuestos
Según los registros públicos, a finales de 2010 Xzibit debía más de $900,000 en impuestos atrasados al gobierno federal estadounidense. Intentó declararse en quiebra dos veces, en julio de 2009 y enero de 2010, pero sus solicitudes de quiebra fueron desestimadas. Sus problemas financieron comenzaron después de la cancelación de Pimp My Ride: en 2007 ganó $497,175, mientras que después de la cancelación sus ingresos de 2008 fueron de $67 510.

## Discografía
- 1996: At the Speed of Life
- 1998: 40 Dayz & 40 Nightz
- 2000: Restless
- 2002: Man vs. Machine
- 2004: Weapons of Mass Destruction
- 2006: Full Circle
- 2012: Napalm
- TBA: King Maker

## Filmografía
| Películas           | Películas                                          | Películas                         | Películas                                                           |
| Año                 | Películas                                          | Rol                               | Notas                                                               |
| ------------------- | -------------------------------------------------- | --------------------------------- | ------------------------------------------------------------------- |
| 1999                | The Breaks                                         | Jamal                             |                                                                     |
| 2000                | Tha Eastsidaz                                      | Blue                              | Directo a video                                                     |
| 2001                | The Wash                                           | Wayne                             |                                                                     |
| 2002                | 8 Mile                                             | Mike                              |                                                                     |
| 2002                | The Country Bears                                  | El mismo                          | Cameo                                                               |
| 2003                | Full Clip                                          | Duncan                            |                                                                     |
| 2005                | xXx: State of the Union                            | Zeke                              |                                                                     |
| 2005                | Derailed                                           | Dexter                            |                                                                     |
| 2005                | Hoodwinked                                         | Chief Ted Grizzly                 | Voz                                                                 |
| 2006                | Gridiron Gang                                      | Malcolm Moore                     |                                                                     |
| 2008                | Expediente X: Creer es la clave                    | FBI Agente especial Mosley Drummy |                                                                     |
| 2008                | American Violet                                    | Darrell Hughes                    |                                                                     |
| 2009                | The Bad Lieutenant: Port of Call New Orleans       | Big Fate                          |                                                                     |
| 2010                | Malice n Wonderland                                | Jabberwock                        | Película para televisión, incluido en el lanzamiento de More Malice |
| 2011                | Weekends at Bellevue                               | Chuck                             | Película para televisión                                            |
| 2012                | Something from Nothing: The Art of Rap             | Él mismo                          | Documental                                                          |
| 2012                | Seal Team 6: The Raid On Osama Bin Laden           | Mule                              | Película para televisión                                            |
| 2017                | Sun Dogs                                           | Master Sgt. Jenkins               |                                                                     |
| Conciertos          |                                                    |                                   |                                                                     |
| Año                 | Película                                           | Rol                               | Notas                                                               |
| 2000                | The Up in Smoke Tour                               | El mismo                          |                                                                     |
| 2001                | Xzibit: Restless XPosed                            | El mismo                          | Documental                                                          |
| 2001                | Tha Alkaholiks: X.O. The Movie Experience          | El mismo                          |                                                                     |
| 2003                | All Access Europe                                  | El mismo                          |                                                                     |
| 2004                | Strong Arm Steady                                  | El mismo                          | Documental                                                          |
| 2008                | Tha Alkaholiks: Live from Rehab                    | El mismo                          |                                                                     |
| Serie de televisión |                                                    |                                   |                                                                     |
| Año                 | Serie                                              | Rol                               | Notas                                                               |
| 2001                | MTV Cribs                                          | Himself                           | 1 episodio (Xzibit, Boy George, Penny Hardaway, Al Harris)          |
| 2001                | The Slim Shady Show                                | Knuckels                          | DVD, voz                                                            |
| 2002                | Cedric the Entertainer Presents                    | Mack Daddy                        | 1 episodio (Mack Daddy)                                             |
| 2004                | CSI: Miami                                         | Dwayne "10-Large" Jackman         | 1 episodio (The Rap Sheet)                                          |
| 2004–2007           | Pimp My Ride                                       | Himself                           | Presentador, también productor                                      |
| 2006, 2007          | The Boondocks                                      | Himself                           | 2 episodios (The Real, The Story of Thugnificent), Voice Role       |
| 2010                | Detroit 1-8-7                                      | Russel Pits                       | 1 episodio (Royal Bubbles / Needle Drop)                            |
| 2010–2012           | Extreme Makeover: Home Edition                     | El mismo                          | Temporada 2009-2010                                                 |
| Videojuegos         |                                                    |                                   |                                                                     |
| Año                 | Título                                             | Rol                               | Notas                                                               |
| 2000                | Madden NFL 2001                                    | El mismo                          | Personaje jugable                                                   |
| 2004                | The Chronicles of Riddick: Escape from Butcher Bay | Abbott                            | Voz                                                                 |
| 2004                | Def Jam: Fight for NY                              | El mismo                          | Personaje jugable                                                   |
| 2004                | NFL Street 2                                       | El mismo                          | Guía                                                                |
| 2006                | Pimp My Ride                                       | El mismo                          | Narrador                                                            |
| 2006                | Def Jam Fight for NY: The Takeover                 | El mismo                          | Personaje jugable                                                   |
| 2009                | The Chronicles of Riddick: Assault on Dark Athena  | Abbott                            | Voz                                                                 |